# Alto (Belgique)
Pour les articles homonymes, voir Alto.
L'Alto est un couvre-chef estudiantin porté par les étudiants de la Haute Ecole de Commerce Saint-Louis (HEC St-Louis), dans le Cercle des Etudiants en Alternance (CEA), qui devint en 2004 l'Institut supérieur de commerce Saint-Louis (ISC Saint-Louis) à Bruxelles.

## Genèse
En 1988, est apparue une bizarrerie dans l'univers dichotomique de la penne et de la calotte : l'alto.
Né dans une école issue des Facultés universitaires Saint-Louis de Bruxelles (établissement rattaché à l'Université catholique de Louvain), et possédant ses bureaux administratifs dans le même bâtiment, il est le fruit d'un consensus. Les étudiants baptisés voulant créer le CEA proviennent tous des baptêmes de l'ULB.
Le problème du couvre-chef se pose dès la première année : les baptêmes ayant eu lieu par des étudiants de l'ULB, le port de la penne semblait évident. Toutefois, la direction de l'école refusa ce symbole libre-exaministe, pas pour ses valeurs, mais pour son côté anti-calottin.
Après négociation, (il est tout autant inconcevable pour des étudiants de l'ULB de baptiser des calottes) il fut décidé que les étudiants baptisés par le comité des "Hautes Études Commerciales" (HEC) St Louis (devenu ISC par la suite) porteraient l'alto. 

## Étymologie
Le nom fut choisi par analogie avec les violons : Violon < Alto < Violoncelle devint pour les membres du cercle  Calotte  <  Alto  < Penne .
Par la suite, une légende prétendit que le terme venait des préfixes des mots "Alternance" et "Tolérance".
En 1990, alors que les tensions liées à la création de la coiffe étaient dissipées et les regards de la direction tournés ailleurs, le Président de Baptême décida unilatéralement de donner la  permission à ses ouailles d'ajouter la visière sur l'alto. En aucun cas, l'astrakan n'y fut permis. Depuis lors, l'usage ajouta la visière systématiquement, les comités ne posant même plus la question aux bleus.

## Physiologie de l'alto
Dans les faits, l'alto se présente comme un calot de tissu gris clair. Selon les codes en usage à l'ULB, le ruban circulaire de l'alto aurait dû être orange gros-grain, mais le côté visuel en aurait souffert. Le comité de l'époque a donc décidé de placer du velours rouge.
Le feutre gris clair n'étant plus fabriqué, le feutre devint gris-moyen. Initialement créé à La Maison de la Casquette, les comités se fournirent aussi quelque temps à la Maison Dhaenens-Lammens & co qui utilisa le feutre pour gabardines de l'armée.

## Fusion avec l'ICHEC
En 2001, à la suite de la réunion entre l'ISC Saint-Louis et l'ICHEC, le problème de l'alto se posa : l'ICHEC ayant une tradition de calottes.
Le président-recteur de l'ICHEC, et par conséquent devenu président de l'ISC Saint-Louis, prit fait et cause pour l'ICHEC en interdisant au CEA de démarcher les bleus au cœur des auditoires.

## "Rien de Personnel"
L’émission “ Rien de Personnel “ n°7 de RTL TVI à la date du 09/10/2002, présentée par Jean-Michel Zecca, ayant pour invités : Sophie Garel et Carlos présente son dossier numéro 1 : les baptêmes estudiantins ou bizutages. Les invités spécifiques sont Pedro de Miranda (ordre souverain de la Calotte), Laurent Pierret (président cercle ICHEC) et Pierre Dornier (médecin urgentiste). Parmi les reportages diffusés au cours de l'émission, des épreuves pré-baptême pour l'obtention de l'alto sont présentées comme étant particulièrement sales et dures.

## Requiem
Depuis 2004, des suites de la fusion, les baptêmes CEA sont éteints, ce qui entraina, de facto, la mort de la coiffe.
En 2007 l'exposition liée au Banquet Européen des Traditions Estudiantines à Strasbourg présentait l'alto, parmi d'autres coiffes étudiantes.